# 額爾齊斯平原
53°30′N 75°15′E / 53.500°N 75.250°E
額爾齊斯平原（俄语：Прииртышская равнина）是俄羅斯和哈萨克斯坦的平原，位於西西伯利亞平原南部，由巴甫洛達爾州、鄂木斯克州和秋明州負責管轄，平均海拔高度80至160米。